# Lost Society
Lost Society — финская англоязычная треш-метал группа, основанная в 2010 году в городе Ювяскюля. Группа записывается с 2012 (по результатам Global Battle Of the Bands) на Nuclear Blast Records. Первый альбом «Fast Loud Death» получил положительные отзывы как финских, так и других критиков. В 2014 вышел второй альбом «Terror Hungry». В этом же году группа выступила на "Ария-фесте"  в Санкт-Петербурге и Москве. Группа активно гастролирует и играет на фестивалях в Европе.

## Дискография
- Lost Society (2011, demo)
- Fast Loud Death (2013 Nuclear Blast)
- Terror Hungry (2014, Nuclear Blast)
- Braindead (2016, Nuclear Blast)
- No Absolution (2020, Nuclear Blast)
- If The Sky Came Down (2022)

## Участники
- Сами Элбанна — вокал, соло и ритм-гитара
- Артту Лесонен — соло и ритм-гитара, бэк-вокал
- Мирко Лехтинен — бас-гитара, бэк-вокал
- Тапани Фагерстром — ударные

Бывшие участники
- Осси Паананен — ударные